# Аясын салхи
Аясын салхи — («Попутный ветер») — метал-группа из Улан-Батора, Монголия.
Коллектив в составе Энди (вокал, бас-гитара), Д. Баярням (гитара, бэк-вокал), Ц. Батдэлгэр (ударные), Х. Энхбаяр (соло-гитара), Т. Энх-Амгалан (бас-гитара) был основан в Монголии в 1984 году. Первоначально музыканты исполняли хэви-метал,  с течением времени их стиль изменился на дэт-метал. Аясын салхи нередко именуются «крёстными отцами монгольского метала».
В 1985 году коллектив осуществил свою первую демозапись, озаглавленную We Go in Different Directions. В 1987 и 1992 годах были выпущены концертные альбомы Hurricane и Super Stainless Steel соответственно. Данные пластинки включают в себя записи исполнений Аясын салхи кавер-версий на песни Judas Priest, AC/DC, Nazareth, Yes и Cinderella.
После наступил длительный период молчания во время которого группу покинули Д. Баярням, Ц. Батдэлгэр и Т. Энх-Амгалан, а их место заняли бас-гитарист Д. Баттулга и ударник Г. Пүрэвдорж. В 2004 году Аясын салхи выпустили полноценный студийный альбом под названием Coffin Town Under the Moon и возобновили активную концертную деятельность.